# Sárospataki Mandulás
Sárospataki Mandulás este o arie protejată (arie specială de conservare — SAC, sit de importanță comunitară — SCI) din Ungaria întinsă pe o suprafață de 8,59 ha, integral pe uscat.

## Localizare
Centrul sitului Sárospataki Mandulás este situat la coordonatele 48°19′30″N 21°32′46″E / 48.325°N 21.546111°E.

## Înființare
Situl Sárospataki Mandulás a fost declarat sit de importanță comunitară în mai 2004 pentru a proteja 1 specie de plante și 1 specie de animale. Situl a fost protejat și ca arie specială de conservare în februarie 2010.

## Biodiversitate
Situată în ecoregiunea panonică, aria protejată conține 4 habitate naturale: Pajiști panonice carstice (Stipo-Festucetalia pallentis), Pajiști uscate seminaturale și facies de acoperire cu tufișuri pe substraturi calcaroase (Festuco-Brometalia) (* situri importante pentru orhidee), Pajiști stepice subpanonice, Păduri aluvionare cu Alnus glutinosa și Fraxinus excelsior (Alno-Padion, Alnion incanae, Salicion albae).
La baza desemnării sitului se află mai multe specii protejate:
- plante (1): sisinei (Pulsatilla grandis)
- nevertebrate (1): fluturele de noapte (Eriogaster catax)

Pe lângă speciile protejate, pe teritoriul sitului au mai fost identificate 9 specii de plante, 2 specii de reptile.